# Bordj Menaïel
 (novembre 2018).
Bordj Menaïel (en arabe : برج منايل, en kabyle: Lburj N Imnayen, en tifinagh: ⵍⴱⵓⵔⵊ ⵏ ⵉⵎⵏⴰⵢⴻⵏ) est une commune de la wilaya de Boumerdès en Algérie, dans la daïra de Bordj Ménaïel.

## Géographie
Bordj Menaïel est située à 30 km à l'est du chef-lieu et à 32 km de Tizi Ouzou, à l'ouest de la Kabylie.
| Leghata | Djinet        | Ouled Aïssa |
| Leghata | Bordj Ménaiel | Naciria     |
| Issers  | Issers        | Timezrit    |

## Histoire
La tribu des Zmoul située dans la subdivision et le cercle de Dellys a été  soumise, en exécution d’un décret du 22 mars 1865, aux opérations de délimitation et de répartition prescrites par le Sénatus-consulte du 22 avril 1863. Cette tribu comprenait autrefois quatre fractions hétérogènes désignées sous les noms d’Oum Naïl, Abid, Teurfa, et Ouled Moussa, sur l’historique desquelles la Commission a présenté des renseignements circonstanciés qui sont reproduits ici en partie.
Au XVIIe siècle, les Turcs, afin de resserrer et de surveiller les Kabyles, construisirent le Bordj Oum Naïl, et établirent à proximité : deux Smala, l’une prit le nom d’Oum Naïl, l’autre composée de nègres affranchis amenés de Boghar, s’appela Abid Akbou.
Les Oum Naïl disparurent peu à peu, à mesure que l’importance militaire du poste d’Oum Naïl s’amoindrit par suite de la création des Bordj plus avancés du Sébaou, de Boghni et de Tizi-Ouzou. Le territoire de cette Smala fut alors transformé en une vaste ferme du Beylik que les tribus des Issers étaient chargées de cultiver au profit du gouvernement.
Les Abid Akbou furent préposés à la défense des défilés par où les Kabyles pouvaient déboucher dans la vallée de l’Isser. Pour prix de cette tâche périlleuse, ils reçurent la jouissance gratuite d’environ 500 hectares de terres que leurs descendants occupaient encore en réalité il y a quelques années. Cette Smala servit fidèlement les Turcs jusqu’au dernier moment.
Les Teurfa, lorsqu’ils s’installèrent dans le pays, achetèrent des Isser, Drögh et du Beylik les terres qu’ils occupent encore aujourd’hui, et dont le caractère Melk est parfaitement établi. Cette fraction n’a jamais figuré dans le Maghzen Turc.
Quant aux Ouled Moussa, ils détiennent également à titre Melk, depuis une époque très reculée, une zone isolée à 5 kilomètres Nord-Est de la partie principale, et de même que les Teurfa, ils n’ont jamais été compris dans le Maghzen.
On voit par cet exposé[style à revoir] que les quatre fractions n’avaient entre elles aucune analogie pendant la période turque.
De 1830 à 1834, l’anarchie la plus complète régna dans ce pays livré à lui-même. La garnison turque du Bordj avait été massacrée par les Kabyles et le fort démantelé.
En 1844, le Maréchal Bugeaud répara les constructions d’Oum Naïl et y installa l’Agha Hadj Sidi Mohamed Ben Zaamoum chargé par le Gouvernement Français du commandement de la contrée. Ce chef fut autorisé à se créer une Smala sur les terres dépendant du Bordj, qu’il partagea entre ses partisans. Pour fortifier sa position, on réunit les trois autres fractions au Maghzen d’Oum Naïl; cette agglomération reçut alors pour la première fois le nom de Zmoul, et ses cavaliers formèrent le Goum de l’Agha d’Oum Naïl.
Cette situation dura jusqu’en 1858, et pendant cette période les Abid se distinguèrent par leur bravoure et leur fidélité. En 1858 l’Aghalik fut démembré et les Zmoul formèrent un Caïdat indépendant, dont le premier Caïd (1859-1863) fut Saïd Ben Mohamed, le fils de l'Agha. Il fut remplacé en 1866 par Mohamed Ben El Hadi Ben Sakhri des Isser Ouled Smir (1866-1871). Enfin, en 1859, les terres d’Oum Naïl, d’une superficie de 1 718 ha, furent affectées à la création d’un centre de colonisation désigné sous le nom de Bordj Ménaïel, et les familles des indigènes qui y étaient installées furent transportées sur la terre domaniale de Chabet El Ameur, du cercle de Draâ El Mizan.
Il résulte de tout ce qui précède que la tribu des Zmoul ne comprend plus aujourd’hui que 3 fractions au lieu de quatre, et que, abstraction faite de la portion remise à la colonisation, les Ouled Moussa et les Teurfa détiennent le sol à titre Melk, et les Abid à titre Maghzen.

### Maires de 1874 à 1962
Liste des maires de Bordj Ménaïel avant l'indépendance de l'Algérie le 5 juillet 1962 :
|     | Prénoms et Noms | Début du Mandat  | Fin du Mandat |
| 1er | Fils Gonin      | 10 décembre 1919 |               |
| 2e  | P. Panzani      | 8 mai 1925       |               |

## Population
Au XIXe siècle, la commune de Bordj Ménaïel était du ressort de la sous-préfecture (daïra) de Tizi Ouzou et réunissait le village d’Isserville et le douar de Beni-Mekla.
Sa population était de 1031 Européens et 3915 Algériens en 1900, et sa superficie totale de 12 885 hectares.
|     | Année du recensement | Algériens | Européens | Population totale |
| 1er | 1900                 | 3 915     | 1 031     | 4 946             |

## Villages

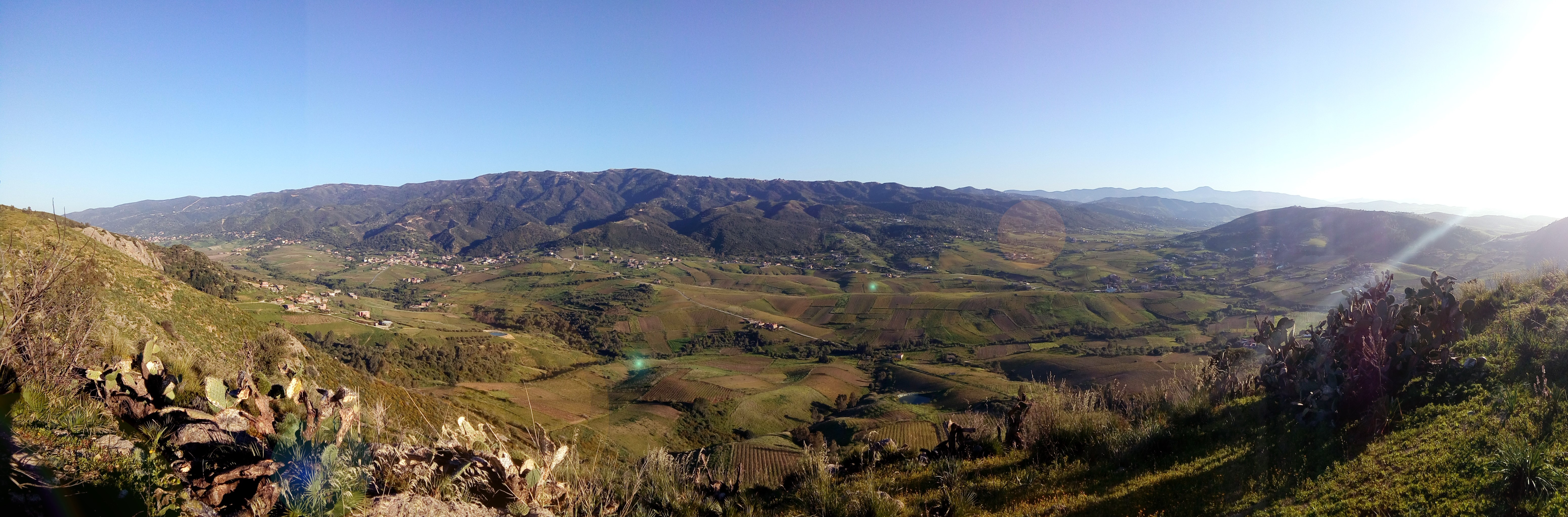
Vue Panoramique depuis le mont de Bouifri (Ijdayen) sur les villages Kabyles de Bordj Ménaiel

- Ighemracen
- Iraf'en
- Ain Sxuna
- Tizi n-Ali n-Slimane
- Tala ubrid
- Village agricole (Biladj Omaṛ)
- Ouled Amer
- El Ghicha
- Legnanna
- Ain el Hamra
- Mkhatria

## Toponymie
Bordj Menaïel de l'arabe برج - burj, « fort » et Menaïel, déformation du mot berbère imnayen, « cavaliers ».

## Personnalités liées à la commune
- Notez que les premiers proprietaires a Bordj Menaiel est la famille de lala fatma Nsoumer lire le bulletin officiel ou mobachar de 1871.
- Marthe Simard, membre de l'Assemblée consultative française en 1943, y née en 1901.
- Fatma Zohra Zamoum, écrivaine, scénariste, réalisatrice et productrice algérienne, y née le 19 janvier 1967.
- Faouzi Chaouchi, footballeur, y né en 1984.
- Zinedine Ferhat, footballeur, y né en 1993.
- Les frères Hamzaoui, Mohamed et Said, Deux frères militants nationalistes morts au combat durant la guerre d'Algérie, nés à Bordj Ménaiel[7]
- Karim Bakhti est un footballeur international algérien né à Alger, originaire de Bordj-Menaiel ;
- Nordine Taleb, Combattant UFC